# Mỹ Long (Long Xuyên)
Mỹ Long is een phường in de stad Long Xuyên, in de Vietnamese provincie An Giang. Mỹ Long ligt aan de westelijke oever van de Hậu.